# Georg Andreas Gabler

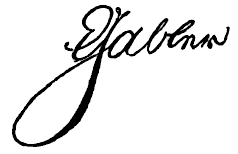
Unterschrift von Georg Andreas Gabler.

Georg Andreas Gabler (* 30. Juli 1786 in Altdorf bei Nürnberg; † 13. September 1853 in Teplitz) war ein  Philosoph.

## Leben
Georg Andreas Gabler studierte Philosophie und Rechtswissenschaft an der Universität Altdorf und von 1804 bis 1807 an der Universität Jena, wo er Hegels Schüler war. Ab 1811 war er Lehrer am Gymnasium in Ansbach und später in Bayreuth, wo 1826 unter seinem Rektorat Max Stirner das Abitur ablegte. 1835 wurde Gabler als Hegels Nachfolger an die Universität Berlin berufen. Er suchte als einer seiner treuesten Jünger durch sein Lehrbuch Die Propädeutik der Philosophie (Erlangen 1827) die Prinzipien und den Standpunkt des Hegelschen Systems dem allgemeinen Verständnis näherzubringen und in seinem Berliner Antrittsprogramm De verae philosophiae erga religionem Christianam pietate (Berlin 1836) die Übereinstimmung der Hegelschen Philosophie mit den christlichen Religionsdogmen nachzuweisen.
Gegen Friedrich Adolf Trendelenburgs Angriffe schrieb er eine ausführliche Kritik: Die Hegelsche Philosophie: Beiträge zu ihrer richtigeren Beurtheilung und Würdigung (Berlin 1843, Heft 1).
Georg Andreas Gabler starb am 13. September 1853 im Alter von 67 Jahren in Teplitz. Beigesetzt wurde er auf dem Friedhof der Dorotheenstädtischen und Friedrichswerderschen Gemeinden an der Chausseestraße in Berlin. Das Grab ist nicht erhalten.

## Werke (Auswahl)
- Die Propädeutik der Philosophie. Erlangen: Palm, 1827.
- De verae philosophiae erga religionem Christianam pietate. Berlin 1836.
- (zusammen mit Julius Frauenstädt): Die Freiheit des Menschen und die Persönlichkeit Gottes. Ein Beitrag zu den Grundfragen der gegenwärtigen Speculation. Hirschwald, Berlin 1938.
- Die Hegelsche Philosophie : Beiträge zu ihrer richtigeren Beurtheilung und Würdigung. Erstes Heft: Das Absolute und die Lösung der Grundfrage aller Philosophie bei Hegel im Unterschiede von der Fassung anderer Philosophen. Berlin: Duncker, 1843. (nur ein Heft erschienen)
- Kritik des Bewußtseins. Eine Vorschule zu Hegel’s Wissenschaft der Logik. Adriani, Leiden 1901.